# (9389) Condillac
(9389) Condillac est un astéroïde de la ceinture principale.

## Description
(9389) Condillac est un astéroïde de la ceinture principale. Il fut découvert par Eric Walter Elst le 9 mars 1994 à Caussols. Il présente une orbite caractérisée par un demi-grand axe de 2,242 UA, une excentricité de 0,116 et une inclinaison de 4,958° par rapport à l'écliptique.
Il fut nommé en hommage au philosophe français Étienne Bonnot de Condillac.

## Compléments